# Theodor Reye
Karl Theodor Reye (Ritzebüttel, Cuxhaven, 20 de junho de 1838 – Wurtzburgo, 2 de julho de 1919) foi um matemático alemão.

## Vida e obra
Reye frequentou a Gelehrtenschule des Johanneums em Hamburgo e estudou inicialmente engenharia mecânica em Hannover e Zurique, onde sob influência de Rudolf Clausius dedicou-se à física teórica. Foi para Göttingen, onde dentre outro assistiu aulas de Bernhard Riemann e obteve em 1861 um doutorado, com a tese Die mechanische Wärmetheorie und das Spannungsgesetz der Gase. Lecionou depois na Universidade de Hanôver e a partir de 1863 no Instituto Federal de Tecnologia de Zurique, inicialmente como Privatdozent e a partir de 1867 como Professor.
Em 1877 foi eleito membro correspondente da Academia de Ciências de Göttingen.
Foi palestrante do Congresso Internacional de Matemáticos em Zurique em 1897.